# Serang
Pour l’article homonyme, voir Kabupaten de Serang.
Serang est la capitale de la province indonésienne de Banten dans l'ouest de l'île de Java. Elle a le statut de kota.

## Histoire

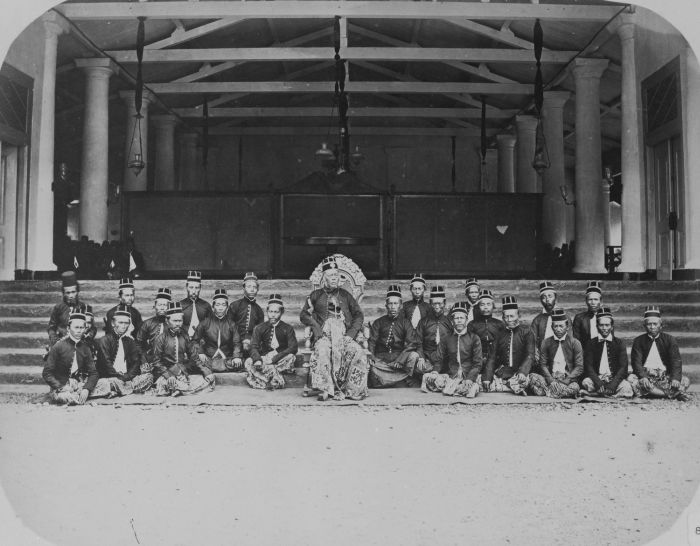
Le regent de Serang en 1870.